# Palazzo Municipale (Asola)
Situato nella Piazza XX Settembre, il Palazzo Municipale è la sede del comune di Asola.

## Storia

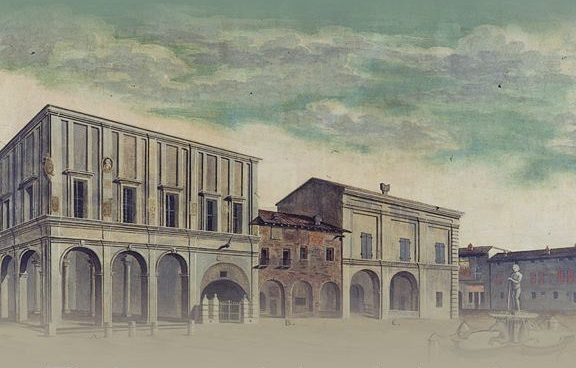
Palazzo Municipale di Asola nel 1792 - Palazzo Pubblico (sinistra), Palazzo Pretorio (centro), Archivio (destra)

Grazie a un dipinto datato 1792 si può notare che il Palazzo Municipale si componeva di tre edifici, rispettivamente il Palazzo Pubblico, il Palazzo Pretorio (la parte più antica) e l'Archivio.
Il Palazzo Pubblico era costituito al piano superiore dalla Sala per i Consigli, Generale e Speciale, e dagli uffici della Comunità; al pianterreno vi era il magazzino dell'artiglieria, dal 1761 ridotto a Caffè dei Nobili.
Il Palazzo Pretorio, nel mezzo, comprendeva gli uffici del Podestà e al piano terra le prigioni, spostate poi nel 1830 in Via Piave.
L'Archivio, forse in origine abitazione del podestà, divenne in seguito sede della Cancelleria.
Con la ristrutturazione del 1794 i tre edifici furono ridotti a un unico fabbricato. Fu costruito inoltre il Teatro nella parte del Palazzo Pubblico e Pretorio, che poi verrà smantellato nel 1887 per ragioni di sicurezza.
Successivamente, nel 1915, il Palazzo Municipale fu ampliato e sistemato nella fisionomia attuale.

## Esterno
La facciata è caratterizzata da un porticato sormontato da finestroni neoclassici. Sul frontone dell'attico è riportata la scritta Maioris Auspicium Italiae auctae aedes anno MCMXV in memoria del restauro e ampliamento del 1915 che ne hanno determinato la fisionomia attuale.

Nell'angolo nord dell'edificio si apre un'elegante Loggia Veneta costruita nel 1610 su progetto dell'architetto Lantana, in origine ornata con otto dipinti del Moretto, poi traslati nella chiesa di Sant'Andrea (nell'area del presbiterio) nel 1620 per impedirne il degrado. 

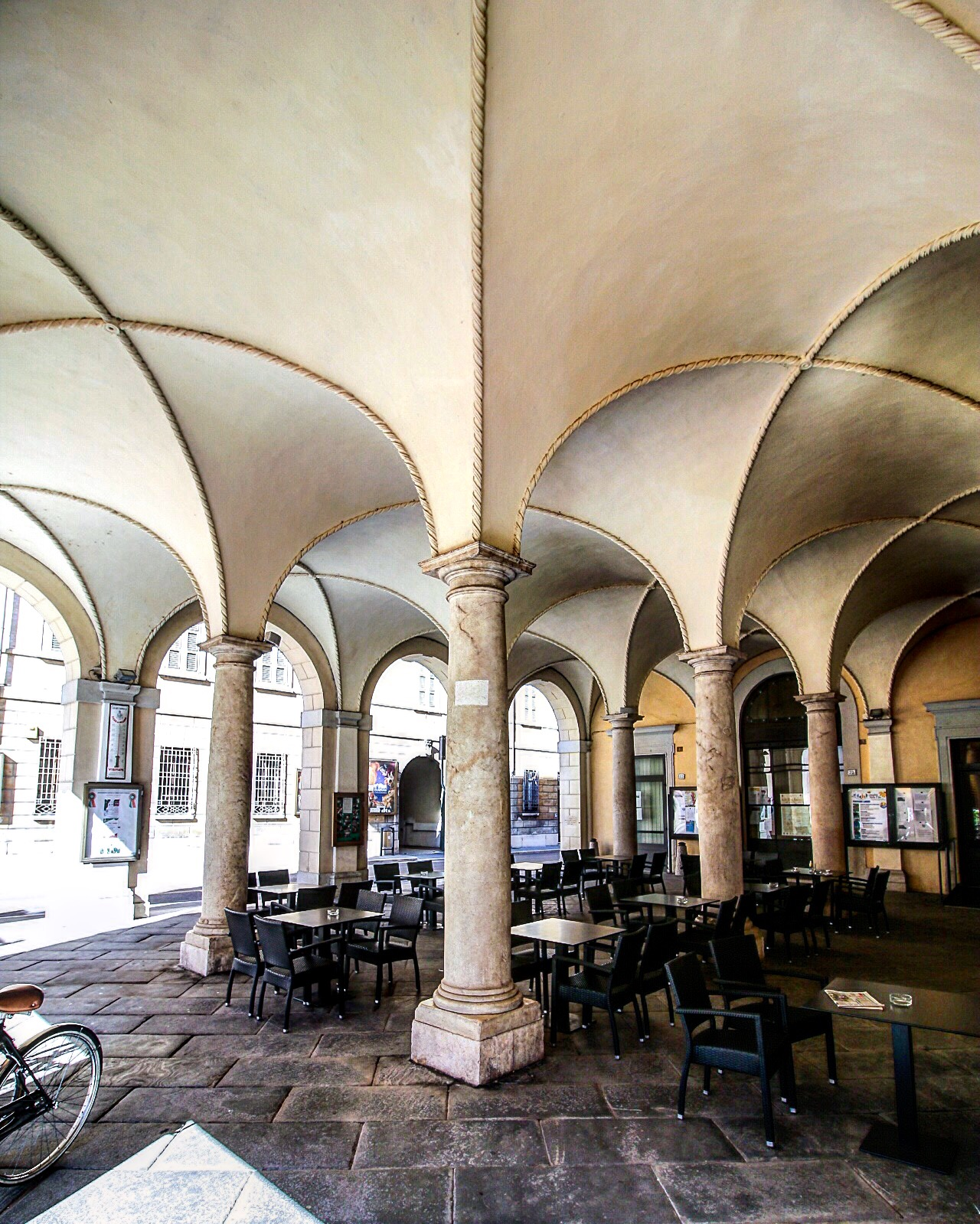
Asola - Loggia Veneta

Oggi è ornata da una lapide con bassorilievo a ricordo del ''re galantuomo e guerriero'' Vittorio Emanuele II e da una curiosa annotazione relativa al livello sul mare (m. 40,727).

## Interno
Salendo al piano superiore per un ampio e solenne scalone di marmo, si può ammirare una bella vetrata policroma in stile liberty e due lapidi alle pareti che ricordano quanti insigni asolani hanno sacrificato la loro vita per la Patria. Sopra la porta d'ingresso della Sala del Consiglio in una piccola lapide nera si ricorda il motivo dell'orgoglio asolano, il nulli subdita se non a Venezia.
All'interno del Salone del Consiglio Maggiore pregevoli stucchi e diversi quadri contribuiscono a dare solennità a questo ambiente, oggi come un tempo, luogo della massima assemblea cittadina. Vi sono infatti raffigurati in cornici ovali lignee dogi e personaggi ragguardevoli del panorama politico asolano dal XVII al XVIII secolo. Al centro della parete principale spicca il ritratto del provveditore Gasparo de Luca (1688); sul lato che si affaccia alla piazza un ritratto del Doge con il caratteristico copricapo; sulla parete alle spalle del pubblico trovano posto il ritratto di un nobile personaggio, un Doge e l'elegante provveditore Giovanni Marco Michele con armatura e nell'atto di appoggiare un elmo con celata, dipinto nel 1686 da Francesco Paglia. Dello stesso autore infine abbiamo il dipinto di considerevoli dimensioni che raffigura il provveditore Alberto Gozzi mentre riceve dal suo cancelliere Marco Nascivera una busta con sigillo su cui si legge Al saggio nobil homo Alberto Gozi Provveditore di Asola (1687).
Nel Salone del Consiglio dei Dieci degni di nota sono gli arredi lignei con motivi vegetali a rilievo dorato e un bel quadro in testa di Casimiro Jodi sull'interno della chiesa di Sant'Andrea (1927). L'elemento pittorico decorativo delle pareti (probabilmente di fine Ottocento) riporta negli ovali che si susseguono date e nomi della storia asolana: anno 1276 (la data a cui la tradizione fa risalire la prima traccia storicamente documentata di uno stendardo con leone rampante); 1516 Riz.Daynus (assedio di Massimiliano I); 1402 Bet.Zanone (uccisione di Giovanni Visconti e fuga del Carcano); 1843 P.Tosio (anno di morte del nobile asolano) per ricordarne solo alcune.